# 12초
'12초'(12秒 12뵤[*])는 HKT48의 5번째 싱글이다.

## 개요
전작 '소극적인 I love you !'로부터 약 7개월 만으로, 2015년 1번째 싱글이다.

## 수록곡

### Type-A
자켓 사진 (표지):오오타 아이카·키모토 카논·코다마 하루카·사시하라 리노·타시마 메루·토모나가 미오·미야와키 사쿠라·모리야스 마도카·모토무라 아오이·야부키 나코
CD
1. 12秒 / 12초
(작사: 아키모토 야스시 / 작곡: Linia / 편곡: 노나카 “마사” 유이치)
2. ロックだよ、人生は… / 록이야, 인생은…
(작사: 아키모토 야스시 / 작곡: 스즈키 아키노리 / 편곡: 타구치 토모노리, 이나토메 하루오)
3. 微笑みポップコーン / 미소 팝콘 - 팝콘 칠드런
(작사: 아키모토 야스시 / 작곡: 모치즈키 야스노리 / 편곡: 사사키 히로시)
4. 12秒 (Instrumental)
5. ロックだよ、人生は… (Instrumental)
6. 微笑みポップコーン (Instrumental)

DVD
1. 12秒 Music Video
2. ロックだよ、人生は… Music Video
3. 微笑みポップコーン Music Video
4. 특전 영상 'HKT's KITCHEN' TYPE-A

### Type-B
자켓 사진 (표지):아나이 치히로·코지나 유이·코다마 하루카·사시하라 리노·다나카 미쿠·토모나가 미오·마츠오카 나츠미·미야와키 사쿠라·무라시게 안나·야부키 나코
CD
1. 12秒 / 12초
2. ロックだよ、人生は… / 록이야, 인생은…
3. カメレオン女子高生 / 카멜레온 여고생 - Team H
(작사: 아키모토 야스시 / 작곡: 후지노 타카후미 / 편곡: 노나카 “마사” 유이치)
4. 12秒 (Instrumental)
5. ロックだよ、人生は… (Instrumental)
6. カメレオン女子高生 (Instrumental)

DVD
1. 12秒 Music Video
2. カメレオン女子高生 Music Video
3. 특전 영상 'HKT's KITCHEN' TYPE-B

### Type-C
자켓 사진 (표지):우에키 나오·코지나 유이·코다마 하루카·사시하라 리노·타시마 메루·다나카 미쿠·마츠오카 나츠미·미야와키 사쿠라·모토무라 아오이·모리야스 마도카
CD
1. 12秒 / 12초
2. ロックだよ、人生は… / 록이야, 인생은…
3. ハワイへ行こう / 하와이에 가자 - Team KIV
(작사: 아키모토 야스시 / 작곡·편곡: 이치카와 유이치)
4. 12秒 (Instrumental)
5. ロックだよ、人生は… (Instrumental)
6. ハワイへ行こう (Instrumental)

DVD
1. 12秒 Music Video
2. ハワイへ行こう Music Video
3. 특전 영상 'HKT's KITCHEN' TYPE-C

### 극장반
자켓 사진 (표지):코다마 하루카·사시하라 리노·미야와키 사쿠라
CD
1. 12秒 / 12초
2. ロックだよ、人生は… / 록이야, 인생은…
3. 抱いてツインテール / 안고 트윈 테일 - 블루베리 파이
(작사: 아키모토 야스시 / 작곡: 타치바나 히토미 / 편곡: 사사키 히로시)
4. 12秒 (Instrumental)
5. ロックだよ、人生は… (Instrumental)
6. 抱いてツインテール (Instrumental)

## 선발 멤버

### 12초
(센터:코다마 하루카, 미야와키 사쿠라)
- 아나이 치히로, 우에키 나오, 오오타 아이카, 키모토 카논, 코지나 유이, 코다마 하루카, 사시하라 리노, 타시마 메루, 타나카 미쿠, 토모나가 미오, 마츠오카 나츠미, 미야와키 사쿠라, 무라시게 안나, 모토무라 아오이, 모리야스 마도카, 야부키 나코

### 록이야, 인생은…
- HKT48 전 멤버

### 미소 팝콘
'팝콘 칠드런' 명의
(센터:아라마키 미사키)
- 아라마키 미사키, 쿠리하라 사에, 사카모토 에레나, 타나카 미쿠, 츠츠이 리코, 호카조노 하즈키, 야부키 나코, 야마우치 유나, 야마시타 에미리

### 안고 트윈 테일
'블루베리 파이' 명의
(센터:아라마키 미사키)
- 아라마키 미사키, 쿠리하라 사에, 코지나 유이, 코마다 히로카, 사카구치 리코